# Zaire-Ebolavirus
Das Zaire-Ebolavirus (wissenschaftlich Zaire ebolavirus, ZEBOV) ist eine Virusspezies aus der Gattung Ebolavirus. Es wurde 1976 als erstes Mitglied der Gattung bei einem Ausbruch in Zaire als Erreger eines schweren Hämorrhagischen Fiebers isoliert. Obwohl morphologisch und klinisch Ähnlichkeiten zum bereits bekannten Marburgvirus (MARV) bestehen, zeigte die Charakterisierung keine serologische Kreuzreaktivität zwischen den neuen Isolaten und dem Marburgvirus, so dass man das neu isolierte Virus einer neuen Spezies zuordnete. Dies hat sich durch spätere Daten des Virusgenoms hinsichtlich der RNA-Sequenz und der Anordnung und Funktionalität der Gene bestätigt.
Der Spezies- und Gattungsname leitet sich vom Namen des Flusses Ebola ab, der in der Nähe des damaligen Epidemiegebietes liegt. Im Vergleich zu anderen Ebolaviren zeigt das Zaire-Ebolavirus zusammen mit dem Sudan-Ebolavirus (SUDV) beim klinischen Verlauf die höchste Letalität von etwa 50–90 %. Es wird durch die Biostoffverordnung in Verbindung mit der TRBA (Technische Regeln für Biologische Arbeitsstoffe) 462 der höchsten Risikogruppe 4 zugeordnet. Außerdem gehört es als Ebolavirus nach dem deutschen Infektionsschutzgesetz zu den meldepflichtigen Erregern (§ 7 IfSG).

## Vorkommen und ZEBOV-Ausbrüche

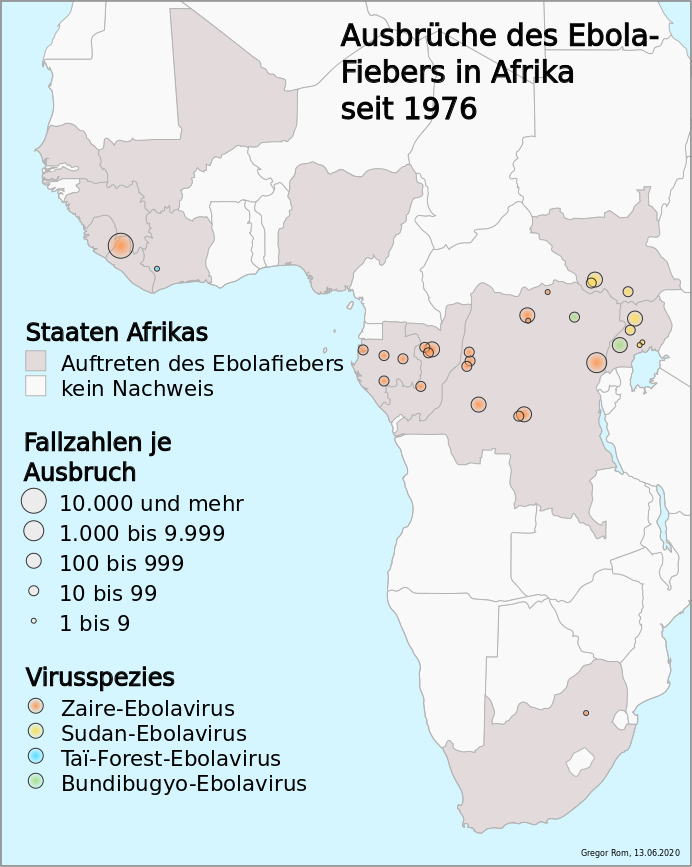
Geografische Verteilung der Ebolafieber-Ausbrüche in Afrika (1976–2020) – dem Zaire-Ebolavirus zugeordnete Fälle orangerot markiert

Seit seiner Entdeckung als für die Epidemie 1976 in Zaire (heute D. R. Kongo) verantwortliches Virus, wurde das Zaire-Ebolavirus bei verschiedenen Ausbrüchen in zentralafrikanischen Ländern identifiziert, so bei mehreren Ausbrüchen in der D. R. Kongo (Tandala 1977, Kikwit 1995, Mbomo 2002 und 2003, Luebo 2007 und 2008), in Gabun (Mekouka 1994, Mayibout 1996, Booue 1996, Libreville 2001) und Uganda (Gulu 2000). Im Südsudan (Yambio 2004) und in Südafrika (Johannesburg 1996) handelte es sich sehr wahrscheinlich um importierte Infektionen mit nur kleinen Fallzahlen. Im Südsudan ist sonst bei Ausbrüchen das Sudan-Ebolavirus zu finden. Bei der Ebolafieber-Epidemie 2014 bis 2016 in Westafrika handelte es sich nach derzeitigem Kenntnisstand ebenfalls um einen ZEBOV-Stamm zentralafrikanischen Ursprungs. Bei der Ebolafieber-Epidemie 2018 bis 2020 im Ostkongo ist ebenfalls ZEBOV als ursächlich beschrieben.
Aufgrund der Verteilungsmuster der Ausbrüche in der menschlichen Population sowie dem Nachweis von Ebolavirus-spezifischen Antikörpern in Wildtieren (insbesondere Flughunden), ist ein ursprüngliches endemisches Vorkommen von ZEBOV in den genannten zentralafrikanischen Ländern, und hier vordringlich den Waldgebieten, anzunehmen.

## Systematik
Die Isolate bei den bisher identifizierten Epidemien zeigen deutliche Sequenzunterschiede auf Ebene des Genoms und der Virusproteine. Diese wurden daher innerhalb der Spezies als eigene Subtypen unterschieden. Die Unterschiede zwischen den Subtypen betragen beispielsweise auf Nukleotidebene im GP-Gen bis zu 42 %.
- Gattung Ebolavirus
Spezies Zaire-Ebolavirus

- Subtyp Zaire-Ebolavirus Mayinga (ZEBOV-May)
- Subtyp Zaire-Ebolavirus Eckron (ZEBOV-Eck)
- Subtyp Zaire-Ebolavirus Gabun (ZEBOV-Gab)
- Subtyp Zaire-Ebolavirus Zaire (ZEBOV-Zai)
- Subtyp Zaire-Ebolavirus Kikwit (ZEBOV-Kik)
- Subtyp Zaire-Ebolavirus Tandala (ZEBOV-Tan)